# زنان در فیزیک
زنان در فیزیک فهرستی از زنان فیزیک‌دان است که نقش مهمی در تکوین و پیشرفت علم فیزیک داشته‌اند. پژوهش‌ها یا اقدامات این زنان، مشارکت‌های ارزنده و مهمی محسوب می‌شوند.

## برندگان جایزه نوبل
- ۱۹۰۳ ماری کوری: «به پاس خدمات خارق العاده‌ای که توسط تحقیقات مشترک خود در مورد پدیده‌های تشعشعی کشف شده توسط پروفسور هانری بکرل انجام داده‌اند»[۲]